# 伊賀新町
伊賀新町（いがしんまち）は愛知県岡崎市の町丁。丁番を持たない単独町名である。

## 地理
岡崎市の西部に位置する。町内には番地が設定されている。

### 河川
- 伊賀川

### 番地
| - 1 - 2 - 3 - 4 - 5 - 6 - 7 - 8 - 9 - 10 | - 11 - 12 - 13 - 14 - 16 - 17 - 18 - 19 - 20 | - 21 - 23 - 24 - 25 - 26 - 27 - 28 - 29 - 30 | - 31 - 32 - 33 - 34 - 35 - 36 |

## 世帯数と人口
2019年（令和元年）5月1日現在の世帯数と人口は以下の通りである。
| 町丁     | 世帯数  | 人口    |
| -------- | ------- | ------- |
| 伊賀新町 | 443世帯 | 1,037人 |

### 人口の変遷
国勢調査による人口の推移
| 1995年（平成7年）  | 1,029人 | [ 6 ]  |  |
| 2000年（平成12年） | 979人   | [ 7 ]  |  |
| 2005年（平成17年） | 1,029人 | [ 8 ]  |  |
| 2010年（平成22年） | 969人   | [ 9 ]  |  |
| 2015年（平成27年） | 1,031人 | [ 10 ] |  |

## 小・中学校の学区
市立小・中学校に通う場合、学区は以下の通りとなる。
| 番・番地等                   | 小学校             | 中学校           |
| ---------------------------- | ------------------ | ---------------- |
| 1～4番地 6～8番地 16～19番地 | 岡崎市立広幡小学校 | 岡崎市立葵中学校 |
| 5番地 9～15番地 20～122番地  | 岡崎市立井田小学校 | 岡崎市立葵中学校 |

## 歴史
額田郡伊賀村の一部を前身とする。
江戸時代は岡崎藩領であった。明治期に入り, 1889年周辺の井田村、能見村、日名村と合併して広幡村となった. 1895年町制施行して広幡町となり1914年に岡崎町へ編入され, 1916年から市制施行により岡崎市伊賀町となる。
1973年3月3日、石神土地区画整理事業の完了に伴い、伊賀町から独立し、伊賀新町となった。

## 交通
- 愛知県道26号岡崎環状線（竜東メーンロード）
- 都市計画道路明代橋線（モダン道路）[12]

## 施設
- 岡崎市立葵中学校
- 岡崎市井田体育館
  - 旧「岡崎市働く婦人会館」の体育施設。2009年4月に開館した[13]。
- 伊賀郵便局
- 石神公園
- あみやき亭岡崎北店

## ギャラリー
- 愛知県道26号岡崎環状線（竜東メーンロード）
- 岡崎市立葵中学校
- 石神公園

## その他

### 日本郵便
- 郵便番号 : 444-0078[4]（集配局：岡崎郵便局[14]）。

## 参考資料
- 「角川日本地名大辞典」編纂委員会 編『角川日本地名大辞典 23 愛知県』角川書店、1989年3月8日。ISBN 4-04-001230-5。
- 有限会社平凡社地方資料センター 編『日本歴史地名体系第23巻 愛知県の地名』平凡社、1981年。ISBN 4-582-49023-9。
- 新編岡崎市史編さん委員会 編『新編 岡崎市史 総集編 20』新編岡崎市史編さん委員会、1993年3月15日。